# Astarto
Astarto fue un rey de Tiro, y el primero de cuatro hermanos que mantuvo el reinado. La información sobre él se ha deducido de la reconstrucción que hizo Frank Cross de la cita del autor fenicio, Menandro de Éfeso, en Contra Apión i.18. En el texto, en su forma actual para el pasaje de Josefo/Menandro, Astartus es el nombre, y Deleastartus, el patronímico del segundo de los cuatro hermanos en recibir el reino, mientras que el primer hermano, uno de los que mató a Abdastarto para iniciar la dinastía, no tiene nombre. Cross restaura Astartus como el nombre del primer hermano, y postula el supuesto patronímico como el nombre del segundo. La reconstrucción de Cross para estos reyes ha sido hecha por William Barnes y es la usada para el presente artículo.